# Anathallis seriata
Anathallis seriata är en orkidéart som först beskrevs av John Lindley, och fick sitt nu gällande namn av Carlyle August Luer och Antonio Luiz Vieira Toscano. Anathallis seriata ingår i släktet Anathallis och familjen orkidéer. Inga underarter finns listade i Catalogue of Life.